# 499 (số)
499 (bốn trăm chín mươi chín) là một số tự nhiên ngay sau 498 và ngay trước 500.

## Trong toán học
- 499 là số nguyên tố.
- 499 là số nguyên tố Chen: {\displaystyle 499+2=3\times 167}